# Baerendorf
Baerendorf é uma comuna francesa na região administrativa de Grande Leste, no departamento Baixo Reno. Estende-se por uma área de 7,56 km². Em 2010 a comuna tinha 305 habitantes (densidade: 40,3 hab./km²).